# Richard Tennant Cooper

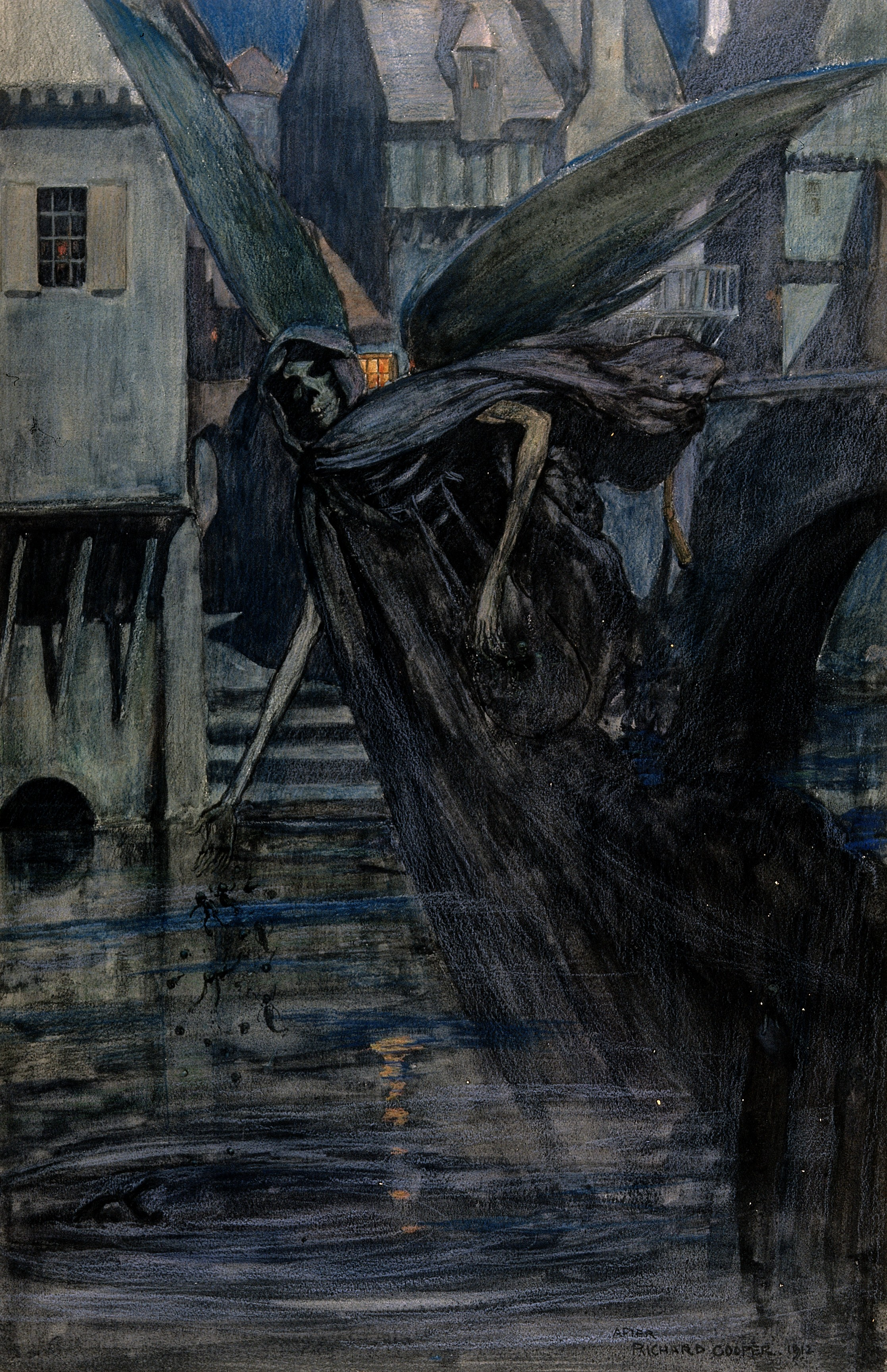
Richard Tennant Cooper: Typhus (um 1912). London, Wellcome Collection, Inv. Nr. 24010i.

Richard Tennant Cooper (* 1885; † 1957) war ein britischer Künstler.
Er arbeitete vor allem mit Aquarellfarben und anderen wasserlöslichen Mitteln beispielsweise Gouache. Daneben entstanden auch Ölmalereien und Cooper fertigte speziell für die Verwendung in kommerzieller Unternehmenswerbung auch Lithografien an. 
Inhaltlich besteht sein Œuvre aus Bildern von Weltkriegserlebnissen, aber auch aus phantastischen und symbolistischen Darstellungen. Eine Serie zu Infektionskrankheiten, allgemeinen Erkrankungen und zur Medizingeschichte wurde 1912 von Henry S. Wellcome in Auftrag gegeben. Zum Broterwerb gestaltete er Plakate für die Londoner U-Bahn und Automobilmagazine.

## Werke (Auswahl)
- Menin Gate, Ypres, Belgium, First World War, o. J. Öl auf Leinwand, 29 × 34 cm. Blandford Forum, Royal Signals Museum, Inv. Nr. 896:PH182
- Lille Gate, Ypres, Belgium, First World War, o. J. Öl auf Leinwand, 29 × 34 cm. Blandford Forum, Royal Signals Museum, Inv. Nr. 896:PH183
- Britische Soldaten, o. J. Gouache, 13,97 × 21,59 cm. Privatbesitz
- Beulenpest, um 1912 (?). Mischtechnik, 57 × 34,9 cm. London, Wellcome Collection, Inv. Nr. 24002i
- Brustkrebs-Behandlung, um 1912 (?). Mischtechnik, 72,5 × 53,7 cm. London, Wellcome Collection, Inv. Nr. 24003i
- Chloroform-Narkose, um 1912 (?). Mischtechnik, 42,8 × 57 cm. London, Wellcome Collection, Inv. Nr. 24004i
- Cholera, um 1912 (?). Mischtechnik, 68,4 × 42,4 cm. London, Wellcome Collection, Inv. Nr. 24005i
- Diphterie, um 1912 (?). Mischtechnik, 57 × 34,9 cm. London, Wellcome Collection, Inv. Nr. 24006i
- Lepra, um 1912 (?). Mischtechnik, 52 × 37,2 cm. London, Wellcome Collection, Inv. Nr. 24007i
- Syphilis, um 1912. Mischtechnik, 74,5 × 48,2 cm. London, Wellcome Collection, Inv. Nr. 24008i
- Tuberkulose, um 1912 (?). Mischtechnik, 41,7 × 45,5 cm. London, Wellcome Collection, Inv. Nr. 24009i
- Typhus, 1912. Mischtechnik, 71,4 × 46,4 cm. London, Wellcome Collection, Inv. Nr. 24010i
- Syphilis, um 1912. Gouache, 52 × 70,5 cm. London, Wellcome Collection, Inv. Nr. 44681i
- Henry Hill Hickman führt Scheintod-Experimente durch, um 1912 (?). Gouache auf Papier, 59 × 47,4 cm. London, Wellcome Collection, Inv. Nr. 46671i
- Windy Corner, Givenchy, 1914. Arbeit auf Papier, 31 × 35 cm. Privatbesitz
- The Working Party, um 1917, um 1918. Öl auf Leinwand. London, National Army Museum, Inv. Nr. NAM.1992-12-46
- Warrington Road, 1917, um 1926. Öl auf Papier, 55 × 71,1 cm. London, National Army Museum, Inv. Nr. NAM.1992-12-45
- First Coffee from Kenya, 1929 (?). Lithografie auf Papier, 102 × 64 cm. Manchester, Art Gallery, Inv. Nr. 1935.674

| Personendaten    | Personendaten                 |
| ---------------- | ----------------------------- |
| NAME             | Cooper, Richard Tennant       |
| KURZBESCHREIBUNG | britischer Maler und Grafiker |
| GEBURTSDATUM     | 1885                          |
| STERBEDATUM      | 1957                          |